# Jevgeni Serjajev
Jevgeni Sergejevitsj Serjajev (Russisch: Евгений Сергеевич Серяев) (Moskou, 11 december 1988) is een Russisch langebaanschaatser, die gespecialiseerd is in de lange afstand (5.000 en 10.000 meter). Op twaalfjarige leeftijd begon hij met schaatsen. Op de Olympische Winterspelen 2014 in Sotsji behaalde hij de negende plaats op de 10km. Op het NK allround van 2018 eindigde hij als derde.

## Records

### Persoonlijke records
| Afstand     | Tijd     | Datum            | Baan           |
| ----------- | -------- | ---------------- | -------------- |
| 500 meter   | 37,63    | 9 november 2012  | Kolomna        |
| 1000 meter  | 1.14,34  | 18 januari 2014  | Inzell         |
| 1500 meter  | 1.50,62  | 12 januari 2014  | Hamar          |
| 3000 meter  | 3.50,64  | 26 juli 2014     | Inzell         |
| 5000 meter  | 6.20,75  | 10 november 2013 | Calgary        |
| 10000 meter | 13.16,60 | 21 november 2015 | Salt Lake City |

## Resultaten
| Jaar | EK Allround            | WK Afstanden               | Olympische Spelen |
| ---- | ---------------------- | -------------------------- | ----------------- |
| 2014 | NC19 (25e, 9e, 20e, -) |                            | 9e 10000m         |
| 2015 |                        | 10e 10.000m 20e massastart |                   |
| 2016 |                        | 15e 5000m 8e 10.000m       |                   |